# Jaap Callenbach
Jacobus Richardus „Jaap“ Callenbach (* 16. September 1904 in Rotterdam; † 1975) war ein niederländischer Pianist und Musikpädagoge.

## Leben
Callenbach absolvierte eine Ausbildung als Pianist und Musikpädagoge an der Muziekschool van de Maatschappij ter Bevordering van de Toonkunst, einem Vorläufer des Rotterdams Conservatorium, die er 1925 mit dem Konzertdiplom abschloss. Er setzte seine Ausbildung in Paris bei Marcel Ciampi und in Frankfurt bei Karl Leimer fort. Weitere Lehrer waren u. a. Karl Textor und Robert Teichmüller. Ab 1935 unterrichtete er an dem von Willem Pijper geleiteten Rotterdams Conservatorium. Zu seinen Schülern zählten u. a. der Komponist Jan van Dijk, die Musikkritikerin Elly Salomé, der Dirigent Gijbert Nieuwland, der Komponist Jan Masséus, der Pianist Louis van Dijk, der Komponist Pieter Schat und Jan Zakveld. 
Die Laufbahn Callenbachs als Pianist begann bereits 1925, wobei er zunächst vor allem als Klavierbegleiter von Sängerinnen auftrat. In der Zeit bis 1942 und nach dem Zweiten Weltkrieg trat er vorwiegend in den Niederlanden auf, u. a. in Den Haag, Rotterdam und Utrecht und zweimal im Concertgebouw in Amsterdam. Zwischen 1942 und 1945 konnte er nur in privaten Häusern spielen, da er sich geweigert hatte, der nationalsozialistischen Nederlandsche Kultuurkamer beizutreten. 1956 beendete er seine Laufbahn als Konzertpianist. Zwei Abschiedskonzerte gab er 1974 in den Konservatorien von Arnhem und Rotterdam.